# Johnny Olszewski

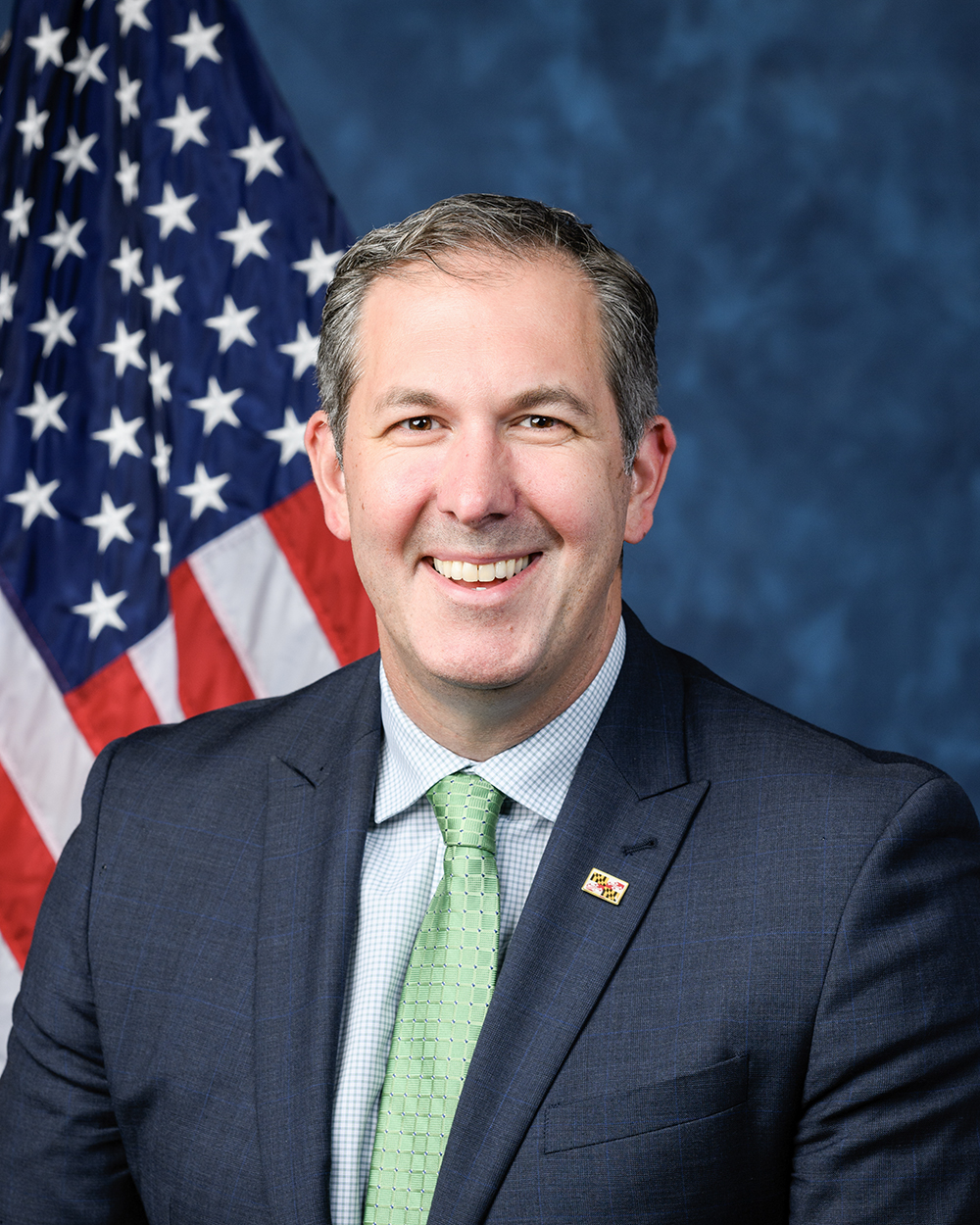
Johnny Olszewski (2025)

John „Johnny“ Anthony Olszewski Jr. (* 10. September 1982 in Baltimore, Maryland), auch Johnny O genannt, ist ein US-amerikanischer Politiker der Demokraten. Er war 2006 bis 2015 Mitglied des Abgeordnetenhauses von Maryland und von 2019 bis 2025 County Executive des Baltimore County. Olszewski wurde 2024 im 2. Kongresswahlbezirk Marylands in das Repräsentantenhaus der Vereinigten Staaten gewählt.

## Leben
Johnny Olszewski wurde als ältester Sohn von John Olszewski Sr., einem langjährigen Mitglied des Rates des Baltimore County, geboren.
Er studierte zunächst am Goucher College und schloss dort sein grundständiges Studium 2004 mit einem Bachelor ab. 2005 folgte ein Master an der George Washington University. Er sollte später noch einen Doktorgrad in Public Policy 2017 an der University of Maryland erlangen.
Johnny Olszewski begann seine berufliche Karriere 2004 als Lehrer an öffentlichen Schulen des Baltimore County. Bis 2009 unterrichtete er Gemeinschaftskunde und war Sonderpädagoge, dann wurde er bis 2011 im Amt für berufliche Weiterentwicklung (Office for professional Development) eingesetzt.
In der ersten Hälfte des Jahres 2015 war er leitender Manager für Rechtsangelegenheiten in der Abteilung für Verkehrswesen der Stadt Baltimore. Er wechselte dann bis November 2018 in leitender Funktion in die Buchhaltung des SAS Institute Inc., bis er zum County Executive gewählt wurde.

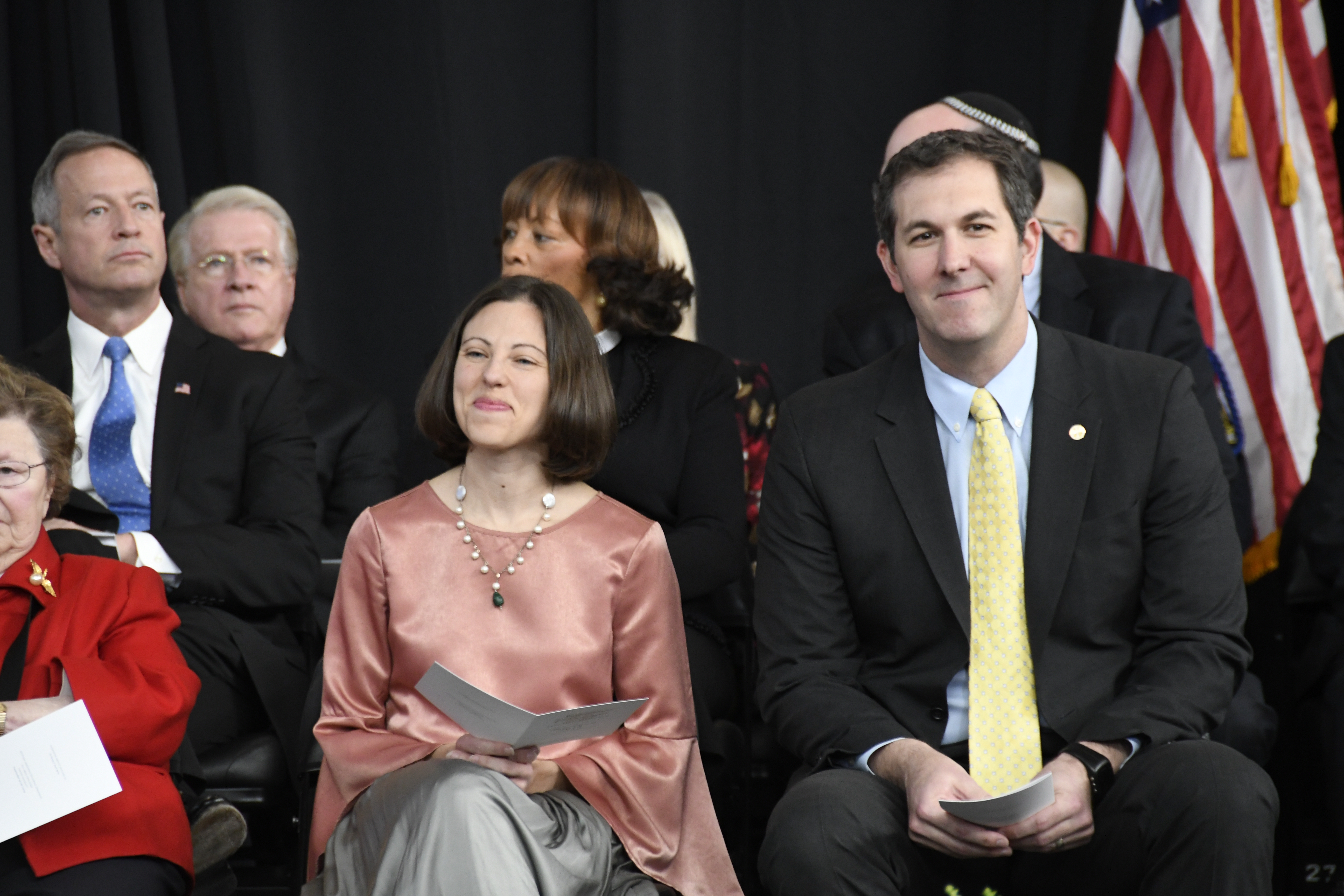
Olszewski mit Ehefrau bei einer Veranstaltung

Er ist verheiratet und lebt mit seiner Frau und einem Kind in Dundalk (Maryland).

## Politik
Noch in der High School wurde er als Schülerdelegierter im Baltimore County Board of Education und wurde noch während seines Grundstudiums 2002 in das Maryland Democratic State Central Committee gewählt.
Von Juni 2006 bis Januar 2015 vertrat Johnny Olszewski den 6. Wahlkreis im Abgeordnetenhauses von Maryland. Er war hierbei 2006 für den Parlamentssitz ernannt worden, als dieser frei wurde, wurde dann aber mehrfach wiedergewählt. In der Zeit im Abgeordnetenhaus stimmte er für die Zulassung der gleichgeschlechtliche Ehe, aber auch gegen eine Verschärfung des Waffenrechts und gegen Steuererhöhungen auf Benzin, Alkohol und gegen Verkaufssteuern.
Er kandidierte 2014 für einen Sitz im Senat von Maryland, unterlag aber dem Republikaner Johnny Ray Salling um knapp 800 Stimmen.

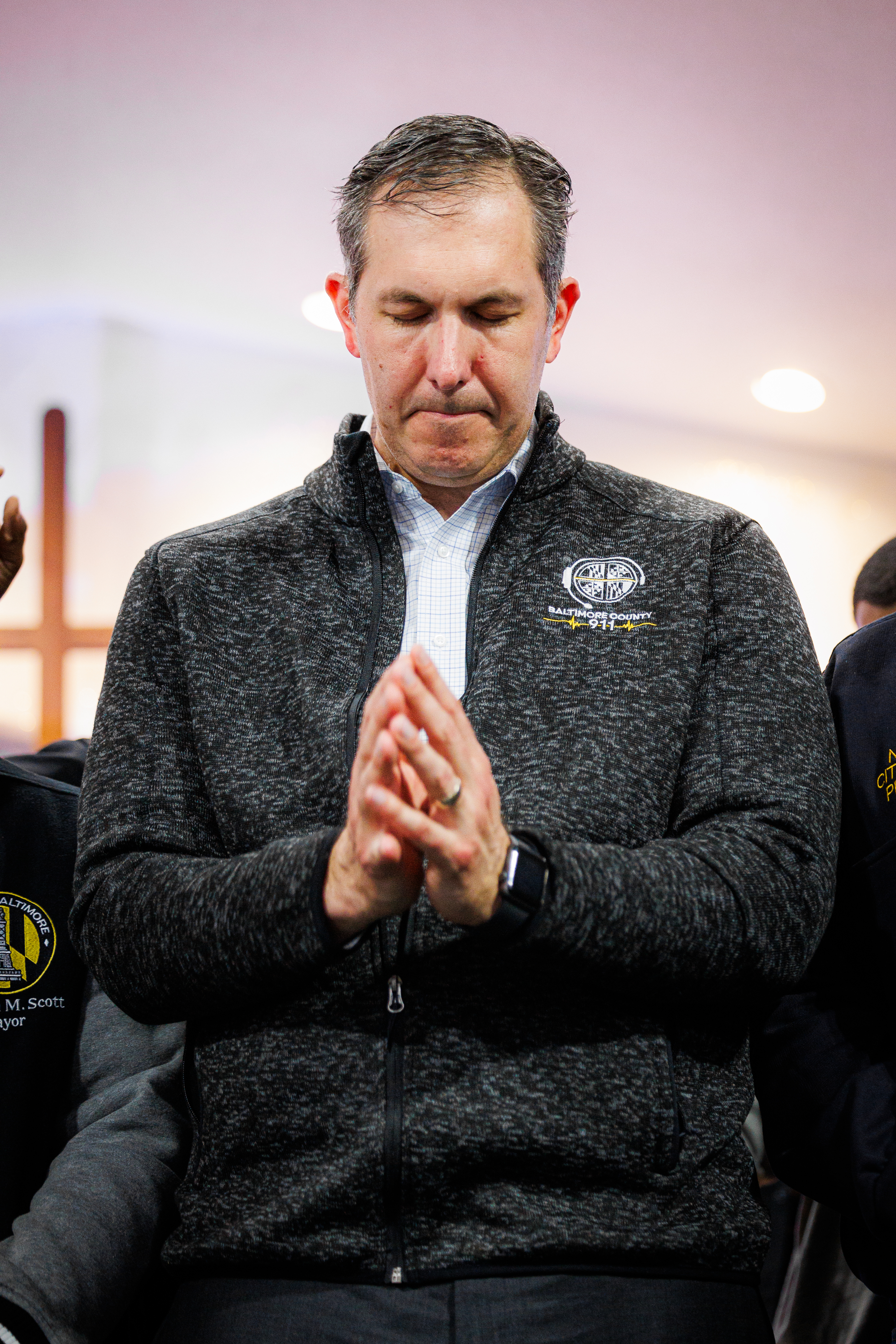
County Executive Olszewski bei einer Gedenkveranstaltung am 26. März 2023 für die Opfer des Kollaps der Francis Scott Key Bridge

Olszewski wurde 2018 in das Amt des County Executive (entspricht einem Landrat) des Baltimore County gewählt. In der Vorwahl 2018 hatte er sich mit nur 17 Stimmen Vorsprung durchsetzen können. Seine Wiederwahl 2022 verfolgte mit deutlichem Vorsprung. Im Dezember 2024 erklärte er seinen Rücktritt von der Position des County Executive mit Wirkung zum 3. Januar 2025, dem Tag der Amtseinführung der neugewählten Mitglieder des US-Repräsentantenhauses. Während seiner zweiten Amtszeit stürzte im März 2023 die Francis Scott Key Bridge nach einer Collision mit dem Containerschiff Dali ein.
Nachdem Dutch Ruppersberger angekündigt hatte, bei der Wahl zum Repräsentantenhaus 2024 nicht erneut anzutreten, kandidierte Olszewski für dessen Sitz im Kongress der Vereinigten Staaten. Er führte den Wahlkampf unter dem Slogan O for Congress. Sein Hauptwahlkampfthema war der Wiederaufbau der Key Bridge. Die Vorwahl bei den Demokraten gewann Johnny Olszewski mit 78,7 %. Im Hauptwahlkampf griffen die Republikaner ihn mit Vorwürfen von Unregelmäßigkeiten bei der Führung des Baltimore County an. Er sollte unrechtmäßig einen 4-Millionen-Dollar-Auftrag an einen befreundeten Transport-Unternehmer vergeben haben und unrechtmäßig einen Vergleich für die Pension eines Feuerwehrmannes bewilligt haben. Ein Bericht, der Olszewski entlastete wurde erst im Dezember nach der Wahl veröffentlicht. Olszewski setzte sich in der Hauptwahl zum 119. Kongress im November mit 58,3 % gegen die Republikanerin Kimberly Klacik durch.